# Rio Capibaribe
Rio Capibaribe är ett vattendrag i Brasilien.   Det ligger i delstaten Pernambuco, i den östra delen av landet, 1 700 km nordost om huvudstaden Brasília.
Runt Rio Capibaribe är det i huvudsak tätbebyggt.